# Flugstaub
Als Flugstaub wird Staub bezeichnet, der bei industriellen Prozessen entsteht und der entweder mit dem Abgas ausgetragen wird oder in den Abgasreinigungseinrichtungen verbleibt. Hauptsächlich ist der Begriff Flugstaub im Zusammenhang mit Verbrennungsprozessen oder metallurgischen Prozessen zu finden. In älteren Veröffentlichungen wird der Begriff auch synonym für Staubniederschlag verwendet. Auch zur Abgasreinigung eingesetzte staubförmige Adsorbentien werden als Flugstaub bezeichnet.

## Entstehung und Zusammensetzung
Flugstäube entstehen unter anderem bei Verbrennungsprozessen, so bei der Verbrennung von Abfällen oder bei der Herstellung von Portlandzementklinker, oder bei metallurgischen Prozessen, wie beispielsweise zur Gewinnung von Werkblei. Dementsprechend können sie hohe organische Anteile aufweisen oder anorganischer Natur sein. Aufgrund ihrer Eigenschaften als Kondensationskerne können Flugstäube zahlreiche anorganische und organische Substanzen enthalten.

## Bedeutung
Flugstäube können zu gesundheitlichen Beeinträchtigungen führen, da unter anderem polychlorierte Dibenzodioxine und Dibenzofurane an ihnen gebunden sein können.
In Abgaskanälen können Flugstäube technische Probleme bedingen. Flugstäube können zum Beispiel zu Anbackungen führen, die regelmäßig abgereinigt werden müssen. Auf den Heizflächen von Luftvorwärmern abgelagerter Flugstaub kann zu Glimmnestern führen.
In metallurgischen Prozessen werden Flugstäube häufig in den Produktionsprozess zurückgeführt. So kann bei der Herstellung von Blei und Bleilegierungen angefallener Flugstaub zur Sekundär-Bleigewinnung genutzt werden. Auch die Gewinnung von Cadmium kann durch die Elektrolyse von cadmiumreichen Flugstäuben erfolgen.
Da Flugstäube auch als Kondensationskerne dienen, sind Maßnahmen zur Entstaubung des Abgases häufig auch effektive Abgasreinigungsmaßnahmen.